# Cornella de Sulawesi
La cornella de Sulawesi (Corvus typicus) és un ocell de la família dels còrvids (Corvidae).

## Hàbitat i distribució
Habita la selva, clars i boscos del centre i sud de Cèlebes, incloent les illes Muna i Butung.